# United States Naval Ship

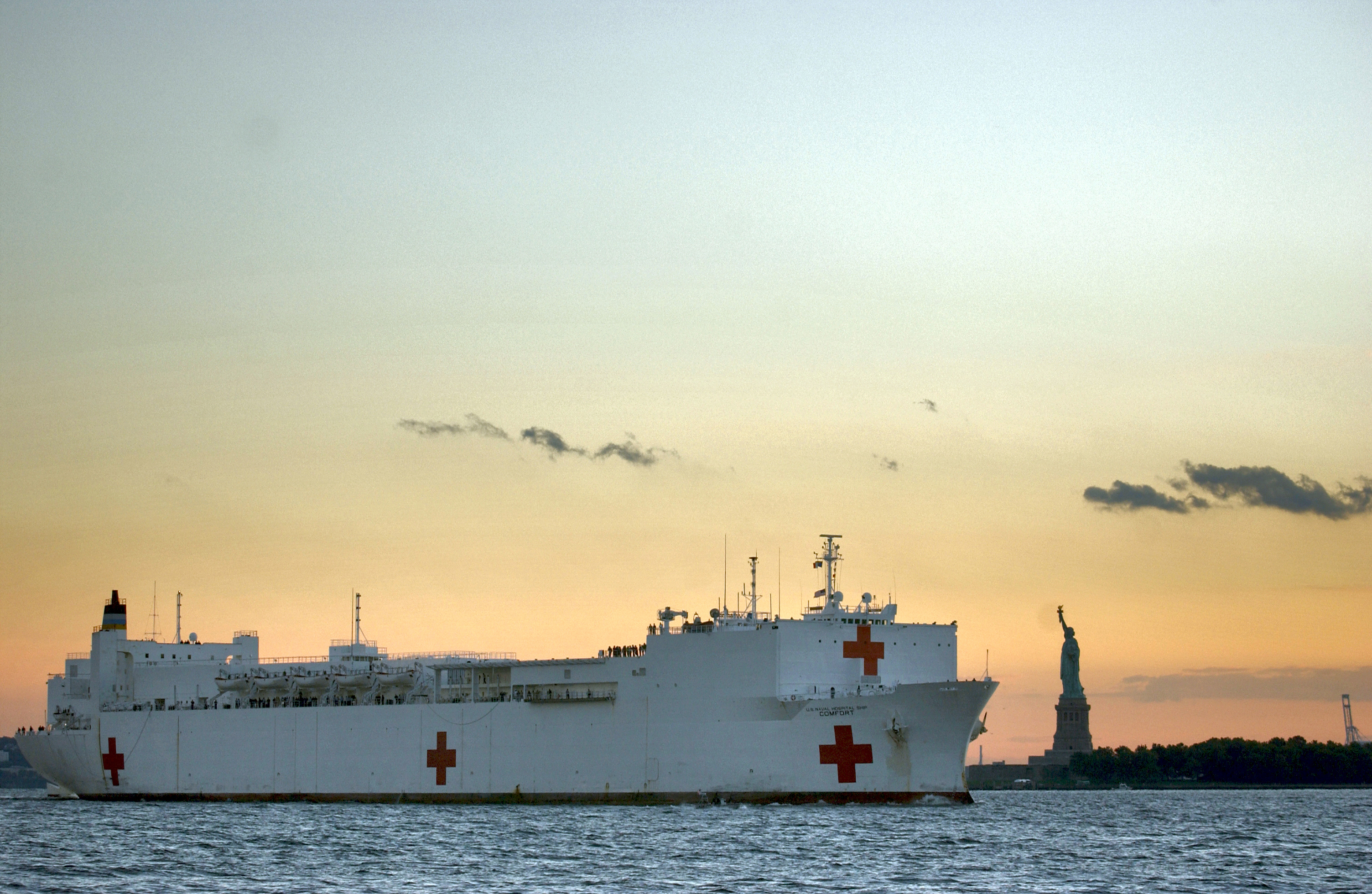
, den 15 september 2001, är ett exempel på ett United States Naval Ship.

United States Naval Ship eller USNS är en fartygsbeteckning på civila fartyg i tjänst hos amerikanska flottan.

## Översikt
United States Naval Ships är vanligtvis trängfartyg ägda av amerikanska flottan och som opereras av Military Sealift Command. United States Naval Ships har vanligtvis civil besättning i stället för personal ur flottan. I jämförelse så har fartyg som tas i tjänst i amerikanska flottan med personal ur flottan, är i tjänst och tillhör USA:s regering beteckningen USS.